# Jimmy DeGrasso
Jimmy DeGrasso (* 16. března 1963 Bethlehem, Pensylvánie, USA)
je americký heavymetalový bubeník. V letech 1986–2001 hrál se skupinou Y&T. Byl rovněž členem skupin Megadeth (1998–2001), Dokken (2012) a několik let působil v doprovodné skupině Alice Coopera. Od roku 2012 je členem superskupiny Black Star Riders. Rovněž spolupracoval s hudebníky, jako jsou Ozzy Osbourne, Suicidal Tendencies a David Lee Roth.